# Cardiophorus nathaliae
Cardiophorus nathaliae is een keversoort uit de familie kniptorren (Elateridae). De wetenschappelijke naam van de soort werd voor het eerst geldig gepubliceerd in 1988 door Platia & Schimmel.